# Schizoneuraphis siamensis
Schizoneuraphis siamensis är en insektsart. Schizoneuraphis siamensis ingår i släktet Schizoneuraphis och familjen långrörsbladlöss. Inga underarter finns listade i Catalogue of Life.